# Сільван Валлнер
Сільван Джеремі Валлнер (нім. Silvan Jeremy Wallner, нар. 15 січня 2002, Цюрих, Швейцарія) — швейцарський футболіст, захисник.

## Ігрова кар'єра

### Клубна
Сільван Валлнер є вихованцем футбольної школи міста Цюрих. Де він почав займатися футболом у молодіжній команді місцевого клубу «Цюрих». Перед сезоном 2019/20 футболіст був внесений в заявку основного складу на матчі чемпіонату Швейцарії. Першу гру в основі Валлнер зіграв у липні 2020 року.
Вже в ході сезону 2020/21 захисник зайняв постійне місце в основному складі на правому фланзі оборони. У сезоні 2021/22 разом з командою Валлнер став чемпіоном Швейцарії. Та не маючи посійної ігрової практики — відправився в оренду у клуб Челлендж-ліги «Віль».
У вересні 2024 року підписав дворічний контракт з клубом австрійської Бундесліги «Блау-Вайс» (Лінц). Він п'ять разів зіграв за клуб у Бундеслізі, перш ніж завершити кар'єру в листопаді 2024 року у віці 22 років. Валлнер виправдав це несумісністю його віри з роботою, яка вимагає грати у футбол в суботу.

### Збірна
Сільван Валлнер провів кілька матчів у складі юнацьких збірних Швейцарії.

## Титули
Цюрих
 Чемпіон Швейцарії: 2021/22